# Chinintié
Chinintié är en ort i Mexiko.   Den ligger i kommunen Tila och delstaten Chiapas, i den sydöstra delen av landet, 700 km öster om huvudstaden Mexico City. Chinintié ligger 1 156 meter över havet och antalet invånare är 640.
Terrängen runt Chinintié är kuperad åt nordost, men åt sydväst är den bergig. Runt Chinintié är det ganska tätbefolkat, med 60 invånare per kvadratkilometer. Närmaste större samhälle är Chilón, 8,5 km öster om Chinintié. I omgivningarna runt Chinintié växer i huvudsak städsegrön lövskog.